# Amador Rodríguez Céspedes
Amador Rodríguez Céspedes (ur. 8 września 1956 w Holguín) – kubański szachista i trener szachowy, reprezentant Hiszpanii od 2002, arcymistrz od 1977 roku.

## Kariera szachowa
Od połowy lat 70. do końca 90. XX wieku należał do ścisłej czołówki kubańskich szachistów. Pomiędzy 1974 a 1996 rokiem dziesięciokrotnie uczestniczył w szachowych olimpiadach, w latach 1989, 1993 i 1997 reprezentował narodowe barwy na drużynowych mistrzostwach świata, natomiast w 1974, 1976, 1977 i 1978 – na drużynowych młodzieżowych (do lat 26) mistrzostwach świata, zdobywając 3 medale: srebrny i 2 brązowe. W czasie swojej kariery trzykrotnie zwyciężył w indywidualnych mistrzostwach Kuby, w latach 1984 (wspólnie z Jesusem Nogueirasem), 1988 i 1997 (wspólnie z Reynaldo Verą), również trzykrotnie startował w turniejach międzystrefowych, najlepszy wynik osiągając w 1987 r. w Suboticy, gdzie zajął VI miejsce.
Wielokrotnie brał udział w międzynarodowych turniejach, zwyciężając bądź dzieląc I miejsca w turniejach poświęconych pamięci Jose Raula Capablanki (1984, 1989 oraz 1993, 1994 - turnieje B) oraz w Vrnjackiej Banji (1977), Hawanie (1979), Pradze (1980), Manzanillo (1981, turniej strefowy), Bayamo (1981), Envigado (1983), Caracas (1985, turniej strefowy), Badalonie (1985), Medinie del Campo (1986), Panczewie (1987), Amsterdamie (1987, turniej OHRA B, z Vlastimilem Hortem), Bayamo (1987, turniej strefowy), Buenos Aires (1987), Martigny (1988), Bogocie (1990), Cambados (1990), Maladze (1990), Burrianie (1990, z Julio Grandą Zunigą), Holguín (1992), Hawanie (1992), Guadalajarze (1994) i Olocie (1996).
Najwyższy ranking w karierze osiągnął 1 stycznia 1997 r., z wynikiem 2555 punktów zajmował wówczas 2. miejsce (za Walterem Arencibią) wśród kubańskich szachistów.
W latach 1999–2001 współpracował z Peterem Leko, towarzysząc mu m.in. na turniejach elity w Linares i Wijk aan Zee oraz na mistrzostwach świata w Las Vegas i New Delhi.